# Gary LeFebvre
Gary LeFebvre (* 18. Februar 1939 in Columbus (Ohio); † 7. August 2013 in Linda Vista, San Diego) war ein US-amerikanischer Jazz-Saxophonist (Alt und Tenor).
LeFebvre begann mit sieben Jahren Altsaxophon zu spielen, nachdem er ein Konzert von Duke Ellington besucht hatte. Als er 13 Jahre alt war, zog seine Familie nach San Diego. Dort besuchte er die Mission Bay High School, wo er in einer Marching Band spielte, der auch Frank Zappa angehörte. LeFebvre begann seine Musikkarriere, als er mit 17 Jahren mit dem San Diego Symphony auftrat. 1958 zog er nach Los Angeles und arbeitete zunächst bei Terry Gibbs, dann bei Shorty Rogers und bei Howard Rumseys Lighthouse All Stars. 
In den folgenden Jahren war er als Studiomusiker beschäftigt und arbeitete u. a. mit Ella Fitzgerald, Judy Garland, Stan Kenton, Louie Bellson, Chet Baker, Tony Bennett und The Supremes. Nachdem er Mitte der 1980er Jahre kurz in Europa gelebt hatte, kehrte er nach San Diego zurück, unterrichtete Saxophon und trat auf lokaler Ebene auf, u. a. in der Benny Hollman’s Big Band und mit dem Trompeter Gilbert Castellanos. Wegen seiner Rückenbeschwerden konstruierte er den Gary's Belt Loop Sax Strap, um Hals, Schultern und Rücken zu entspannen. Dieser Gurt wurde erfolgreich vermarktet und u. a. von Gerry Mulligan und Wayne Shorter benutzt.
LeLebvre war zwischen 1962 und 1985 an neun Aufnahmesessions beteiligt, u. a. mit Shorty Rogers, Jeri Southern, Carl Fontana, Tiger Okoshi und John Patitucci; 1981 nahm er mit Kei Akagi, Leroy Vinnegar und Frank Butler unter eigenem Namen für Discovery Records auf.